# Paractaea rufopunctata
Paractaea rufopunctata es una especie de crustáceo decápodo de la familia Xanthidae. En ocasiones es considerado miembro del género Actaea.

## Distribución geográfica
Se encuentra en el lecho marino de las Azores, Polinesia Francesa, golfo de México y las islas de Mayotte y, Reunión.

## Subespecies
Se conocen las siguientes subespecies:
- Paractaea rufopunctata africana Guinot, 1976
- Paractaea rufopunctata plumosa Guinot in Sakai, 1976
- Paractaea rufopunctata rufopunctata (H. Milne Edwards, 1834)
- Paractaea rufopunctata sanctaeluciae (H. Milne Edwards, 1834)